# Linuskärs örarna
Linuskärs örarna är öar nära Knivskär i Nagu,  Finland. De ligger i Skärgårdshavet i Pargas stad i landskapet Egentliga Finland, i den sydvästra delen av landet. Öarna ligger omkring 3 kilometer norr om Knivskär, 18 kilometer söder om Nagu kyrka, 49 kilometer söder om Åbo och omkring 170 kilometer väster om Helsingfors. Närmaste allmänna förbindelse är förbindelsebryggan vid Knivskär som trafikeras av M/S Nordep.
Arean för den av öarna koordinaterna pekar på är 0,4 hektar och dess största längd är 120 meter i sydöst-nordvästlig riktning. Närmaste större samhälle är Nagu, 17,9 km norr om Linuskärs Örarna.